# Poreh (Karang Penang)
Poreh is een bestuurslaag in het regentschap Sampang van de provincie Oost-Java, Indonesië. Poreh telt 4444 inwoners (volkstelling 2010).